# Bataille de Brustem
Guerres de Liège
Batailles
Bataille de Montenaken (1465) • Six cents Franchimontois (1468)
La bataille de Brustem a été menée le 28 octobre 1467 à Brustem, près de Saint-Trond (en Belgique actuelle), entre la principauté de Liège et les forces du duc de Bourgogne Charles le Téméraire, dans le cadre de la Seconde Guerre de Liège. Les Liégeois laissèrent 3 à 4 000 morts sur le terrain. Brustem fut, avec la bataille d'Othée (1408), une des défaites les plus sanglantes de l'histoire liégeoise.

## Prélude
En 1465, la Première Guerre de Liège contre Philippe le Bon qui venait de nommer son neveu Louis de Bourbon Prince-évêque de Liège, avait été remportée par Philippe. Ceci conduit à la Paix de Saint-Trond, véritable humiliation pour les Liégeois. Lorsque Philippe mourut en 1467, le peuple de Liège se souleva à nouveau contre le détesté prince-évêque, qui fuit la ville.
Liège comptait sur l'aide militaire promise de roi de France Louis XI, également en guerre avec le nouveau duc de Bourgogne, Charles le Téméraire. Le Téméraire réunit une armée de quelque 25 000 soldats professionnels à Louvain pour se diriger vers Liège. Malgré sa promesse Louis XI ne fit rien.

## La bataille
L'armée de Liège était composée de 12 000 civils et 500 cavaliers. Ils étaient commandés par Raes de Heers, sa femme Pentecote d'Arkel et Jean de Wilde, seigneur de Kessenich.
Raes positionna ses troupes dans la zone marécageuse entre Brustem, Saint-Trond et Ordingen pour se battre. De cette manière, il a essaya de diminuer l'effet de l'artillerie bourguignonne. Charles le Téméraire venait de la direction de Saint-Trond, où il laissa quelques milliers d'hommes derrière, dont 500 archers anglais, afin de prévenir une intervention de la garnison de la ville.
Le 28 octobre 1467, Charles le Téméraire ordonna à son avant-garde sous le commandement d'Adolphe de Clèves-Ravenstein d'attaquer. Raes commanda ses troupes afin de maintenir la position et d'attendre l'arrivée des renforts, mais la milice de Tongres contre-attaqua et repoussa les troupes de Ravenstein, tuant un nombre considérable d'archers.
Mais le duc de Bourgogne n'en fut pas décontenancé. Il avait armé sa deuxième ligne de longues épées à deux mains, idéales pour le combat rapproché. Ainsi la milice de Liège fut rapidement stoppée dans son avance, puis repoussée dans ce qui devint bientôt une véritable déroute. Raes de Heers et le français François Royer furent parmi les premiers à fuir le champ de bataille.
Les Bourguignons tuèrent tous ceux qui tombèrent entre leurs mains. Liège subit quelque 4 000 morts ou blessés graves et le reste de son armée ne fut sauvé que par l'obscurité du soir.

## Conséquences
Après la bataille, Charles le Téméraire se rendit à Liège et força la ville à se rendre le 12 novembre 1467.
La Principauté de Liège est devenue un protectorat bourguignon sous Guy de Humbercourt et toutes les villes dans le comté de Looz furent contraints de retirer leurs défenses.